# 威尔·辛普森
威尔·辛普森（英語：Will Simpson，1959年6月9日—），美国男子马术运动员。他曾代表美国参加2008年夏季奥林匹克运动会马术比赛，联同麦克莱恩·沃德、劳拉·克劳特和比齐·马登获得团体场地障碍赛金牌。